# Sulgrave
Sulgrave är en ort och civil parish i Storbritannien.   Den ligger i grevskapet Northamptonshire i riksdelen England, i den södra delen av landet, 100 km nordväst om huvudstaden London. Sulgrave ligger 156 meter över havet och antalet invånare är 410.
Terrängen runt Sulgrave är platt. Runt Sulgrave är det ganska tätbefolkat, med 129 invånare per kvadratkilometer. Närmaste större samhälle är Banbury, 11,5 km väster om Sulgrave. Trakten runt Sulgrave består till största delen av jordbruksmark.